# Óscar Freire
Óscar Freire Gómez (født 15. februar 1976 i Torrelavega, Kantabrien) er en spansk tidligerre cykelrytter, som sidst kørte for UCI ProTour-holdet Katusha. Han betragtes som en af verdens bedste Sprintere, noget som han har bevist ved at spurte til sejre tre gange i både  VM i landevejscykling og Milano–Sanremo.

## Karriere
Han blev professionel i 1998 på holdet Vitalicio Seguros. Han vandt en enkelt etape det første år, men i 1999 udeblev succeserne, indtil verdensmesterskabet i oktober. Til alles overraskelse blev han verdensmester efter at have slået alle de store favoritter i spurten. 
Året efter fik han en kontrakt med topholdet Mapei. Han vandt 11 løb denne sæson, blandt andet to etaper i Vuelta a España, og han kom på anden pladsen i verdensmesterskabet. I 2001 blev han på ny verdensmester. I 2002 vandt han ikke meget, men fik en etapesejer i Tour de France. 
I 2003 gik han til Rabobank, og i 2004 vandt han Milano–Sanremo, en etape i Vuelta a España, og blev verdensmester for tredje gang, en rekord han deler med Alfredo Binda, Rik van Steenbergen og Eddy Merckx. 
I 2006 vandt Freire 5. og 9. etape i Tour de France.
I 2007 stillede han ikke til start på den 7. etape i Tour de France, idet han havde fået en byld i bagdelen.
I 2008 vandt han den grønne trøje (point trøjen eller sprinterkonkurrencen) i  Le Tour de France.